# Trichopsomyia tshapigou
Trichopsomyia tshapigou är en tvåvingeart som beskrevs av Kuznetzov 1990. Trichopsomyia tshapigou ingår i släktet gallblomflugor, och familjen blomflugor. Inga underarter finns listade i Catalogue of Life.